# Karl Georg Christian von Staudt
Karl Georg Christian von Staudt (Rothenburg, 1798. január 24. – Erlangen, 1867. június 1.)  német matematikus.

## Életpálya
1814-től Ausbachban középiskolai oktatásba részesült. 1818-1822 között a  göttingeni egyetem tanult, ahol  Carl Friedrich Gauss volt az obszervatórium igazgatója. Az égitestek matematikai pályaelemeinek meghatározása 1822-ben biztosította számára a doktori cím elnyerését. Az egyetemet követően Würzburgban középiskolai oktató. 1827-től a nürnbergi egyetem professzora, majd 1835-től az erlangeni egyetem matematika professzora lett.

## Kutatási területei
A matematika segítségével leírta a Mars, a Pallas aszteroida és több üstökös pályáját. Gauss tanítványaként eleinte számelméleti vizsgálódásokkal (Bernoulli-féle számok, körosztás) foglalkozott. Bemutatta, hogyan kell megszerkeszteni a tizenhét oldalú szabályos sokszöget csak körzővel. Megmutatta, hogy a geometriába is bevezethetők imagináris elemek. Foglalkozott a másodfokú egyenletek geometriai megoldásával is.

## Írásai
Több matematikai könyv írója, szerkesztője.